# Pristidactylus alvaroi
El gruñidor de Álvaro (Pristidactylus alvaroi) es una especie escasa de lagarto de la familia Liolaemidae, endémica solo del sector del Cerro El Roble, que se alza en la Cordillera de la Costa, entre la Región Metropolitana y la Región de Valparaíso, en Chile. Está emparentado con otras especies del género Pristidactylus, que solo habitan en Chile y Argentina, entre los 32° y 45° de latitud S, en su mayoría en ambientes de mesetas y serranías.

## Descubrimiento y etimología
Este reptil fue identificado como especie en 1974 por Roberto Donoso-Barros, quien en el nombre científico de la especie  incluyó el epíteto alvaroi en honor de su hijo Álvaro Donoso-Barros.

## Descripción y ecología
El gruñidor de Álvaro es un lagarto de aspecto robusto y cabeza maciza para su tamaño, que alcanza como adulto entre 89 mm de largo entre cabeza y cloaca. Presenta un pliegue gular (bajo la garganta). Su color de fondo es plomizo, con manchas oscuras y vientre amarillento. Vive asociado a bosque de robles (Nothofagus oblicua)

## Estado de conservación
El Servicio Agrícola y Ganadero de Chile la califica como una especie de "densidades poblacionales reducidas", "benéfica para la mantención del equilibrio de los ecosistemas naturales" y "en Peligro de Extinción". La UICN muestra un vacío en sus bases de datos respecto al estatus de conservación de esta especie, considerando en su lista roja que hay datos insuficientes sobre esta especie para considerarla en peligro, por lo que queda listada bajo la etiqueta DD (Data Deficient).